# 側款
側款（そくかん）とは、篆刻において、印材側面に刻まれた作者の署名（落款）のことであり、辺款、印款、旁款とも言う。あるいは印跋を含めていう場合もある。

## 刻される内容
制作年月日、作者名、為書きが主であり、印跋としては制作や依頼の経緯、感興の語、また詩などが刻される。作者以外の者が添えて刻する場合もあり、その場合は鑑賞所懐、入手経緯及び鑑定結果などが刻される。これらは印跋に相当する。
作者の銘などは印本体の直後に刻されるのが普通であるが、審定を含む印跋ははるか時間を経て後人が刻むこともある。
印材側面に絵が刻されることもあるが側款はあくまで「側面款識」であり、絵の場合は本来側款とは言わない。ただし趙之謙のように文字と肖形を雅趣に富んだ形で組合わせて独自の側款の風景を演出する作家もあり、明確な定義はない。一方、印材の装飾として施される彫刻（薄意、微刻など）と側款は明確に区別される。

## 鑑賞
印影とともに側款自体も篆刻鑑賞の対象である。
側款を鑑賞する、あるいは記録に残すためにはその拓本をとる。これを拓款（側款拓）という。印譜には印影とともに拓款が載せられることが多い。

## 制作法
側款の刻法としては双入（筆画を二刀で作る）、単入（筆画を一刀で作る）の二刀法がある。双入は筆意を表すことにすぐれ、単入は刀意を伝えることに優れる。
古くは双入法が盛んに用いられたが浙派隆盛により単入法、特に切刀法が流行、これが現在にまで及ぶこととなった。
通常側款は印材の左側（印面に向かって右側）に刻される。これは印を押す際に手で触れられにくい場所であり、汚損摩滅を避け、右利きの場合は鈐印時に側款が見える方向に位置にするので、鑑賞とともに側款を基準に印面の上下を定めるのにも便利である。